# Annie Kerani
Annie Kerani est une actrice et mannequin française, principalement connue pour avoir joué, au début des années 1970, le rôle féminin principal dans la série télévisée Tang.

## Biographie
Ses grands-parents étaient originaires des Antilles, du Vietnam et de Normandie. Elle est mère de deux enfants.

## Filmographie

### Cinéma
- 1971 : Les vieux loups bénissent la mort de Pierre Kalfon
- 1971 : Le saut de l'ange d'Yves Boisset : Sinna
- 1972 : L'aventure c'est l'aventure : une vacancière
- 1972 : Tout le monde il est beau, tout le monde il est gentil : Annie, une speakerine
- 1972 : Moi y'en  a vouloir des sous : une manifestante
- 1973 : La Belle Affaire de Jacques Besnard
- 1974 : Toute une vie de Claude Lelouch : la femme de Simon
- 1982 : T'es folle ou quoi ? : créditée Annie Keranie
- 1982 : Le bâtard de Bertrand Van Effenterre
- 1983 : Tchao Pantin : la jeune femme noire
- 1984 : Côté cœur, côté jardin de Bertrand Van Effenterre : la femme de Jean

### Télévision
- 1971 : Tang : Kyoo
- 1973 : À vous de jouer Milord : Lilia
- 1973 : La folie Almayer, Taminah
- 1987 : La lettre perdue
- 1989 : Coplan, épisode L'ange et le serpent, l'inspecteur Cupillard